# ゴーストリコン ジャングルストーム
『ゴーストリコン ジャングルストーム』 (Ghost Recon Jungle Storm) は、トム・クランシーシリーズとなるPlayStation 2用のゲームソフトである。ソフトの内容は2009年を舞台に描かれた近未来ミリタリーアクションゲーム。日本版のパッケージはPS2版ゴーストリコン1のパッケージも描いた、戦争劇画家で知られる小林源文が描いたものを採用。

## ストーリー

### A.D. 2009 コロンビア
舞台は、ゴーストリコン アイランドサンダー後の2009年のコロンビア。キューバに平和が戻った頃、コロンビアのボゴタでアメリカ大使館を狙ったテロが発生、コロンビア政府は軍事組織「MFLC」の犯行であると声明を発表。一方、MFLCはコロンビア政府の陰謀であると抗議。ついには両者の軍事衝突まで発展した。

## 配信された要素

### 追加ミッションマップ
コロンビアが舞台の「ジャングルストーム編」の8つのミッションマップの他に、キューバが舞台の「アイランドサンダー編」の8つのミッションマップが追加されている。